# La Iglesia de Jesucristo de los Santos de los Últimos Días en la República Dominicana

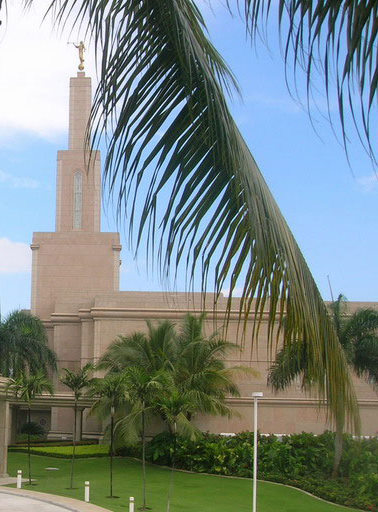
Templo de Santo Domingo (República Dominicana).

La Iglesia de Jesucristo de los Santos de los Últimos Días ha estado presente en la República Dominicana desde 1978. La iglesia tiene 149 655 miembros en el país, representando un 1% de la población.

## Comienzos
El 7 de diciembre de 1978 la República Dominicana fue dedicada para predicar el Evangelio restaurado de Jesucristo por el Apóstol M. Russell Ballard. La primera persona bautizada en el país fue Rodolfo N. Bodden. Bodden fue introducido a la iglesia SUD por sus amigos Eddie y Mercedes Amparo, miembros de La Iglesia dominicanos que se habían unido a La Iglesia de Jesucristo de los Santos de los Últimos Días en Nueva York y que habían vuelto a su país y John y Nancy Rappleye, una pareja nortemaricana expatriada de Utah. Después de su bautismo, Bodden recibió varios llamamientos para ser el líder en La Iglesia en la República Dominicana. Fue consejero del primer presidente de rama del país,   el primer presidente de distrito y en 1986 fue apartado por el entonces presidente del Cuorum de los Doce, Howard W. Hunter como el primer patriarca en la Estaca Santo Domingo.

## Crecimiento
La primera misión de la iglesia en la República Dominicana –la misión Santo Domingo República Dominicana- fue creada en 1981 cuando había 2500 miembros en el país, la misma fue presidida por John A. Davis junto a su esposa Ada Whetten Davis. En 1986, había 11000 miembros y la primera estaca de la iglesia en la República Dominicana se organizó en Santo Domingo, con Rodolfo N. Bodden como el primer patriarca de estaca del país. La segunda misión en la República Dominicana se organizó en Santiago el 1 de julio de 1987.

## Templo
El 16 de noviembre de 1993, la Iglesia SUD anunció que construiría un templo en Santo Domingo. El 17 de septiembre de 2000, el presidente de la Iglesia, Gordon B. Hinckley, dedicó el Templo de Santo Domingo; que era el número 99 de la Iglesia y el primero en ser construido en un país caribeño.

## Status
En 2024, la iglesia tiene 149,655 miembros en la República Dominicana. Hay 194 congregaciones y 4 misiones que se reúnen en 80 centros de reuniones a lo largo del país.

## Enlaces
- La Iglesia crece en la República Dominicana

- Datos: Q7723001
- Multimedia: The Church of Jesus Christ of Latter-day Saints in the Dominican Republic / Q7723001